# 2877 Lihacsev
A 2877 Likhachev (ideiglenes jelöléssel 1969 TR2) a Naprendszer kisbolygóövében található aszteroida. Ljudmila Ivanovna Csernih fedezte fel 1969. október 8-án.